# Scrophularia rostrata
Scrophularia rostrata är en flenörtsväxtart som beskrevs av Pierre Edmond Boissier och Buhse. Scrophularia rostrata ingår i släktet flenörter, och familjen flenörtsväxter. Inga underarter finns listade i Catalogue of Life.